# Baron Gautsch
Die Baron Gautsch war ein Passagierschiff der Reederei Österreichischer Lloyd, das von 1908 bis 1914 Passagiere auf der dalmatinischen Eillinie von Triest zu verschiedenen Häfen an der nördlichen Adria-Küste beförderte. Die Baron Gautsch lief am 13. August 1914 vor der Insel Brijuni an der Küste Istriens in ein von der österreichisch-ungarischen Kriegsmarine gelegtes Minenfeld und sank innerhalb weniger Minuten. 147 Menschen starben. Heute ist das Wrack ein beliebtes Ziel für Wracktaucher.

## Vorgeschichte
Der Österreichische Lloyd, im 19. und frühen 20. Jahrhunderts eine der florierendsten und bedeutendsten Reedereien in Europa, konnte um die Jahrhundertwende durch die konstant erschlossenen Schifffahrtswege und das wachsende Publikum immer weiter expandieren. Die Flotte der Reederei wuchs, um die wichtigen Häfen der österreichisch-ungarischen Monarchie zu erreichen, vor allem im nördlichen Mittelmeerraum. Besonders unter der Leitung von Dr. Julius Derschatta, Edler von Standhalt (1852–1924), Reichsratsabgeordneter, Eisenbahnminister und Präsident des Österreichischen Lloyds, wurden viele neue Schiffe gebaut. Während seiner Amtszeit als Präsident wurden drei neue moderne Schwesterschiffe in Auftrag gegeben.
Dies waren die 2.069 BRT große Baron Gautsch, die im Mai 1908 als erstes fertiggestellt wurde, gefolgt von der Prinz Hohenlohe (1.962 BRT) im Oktober desselben Jahres und der Baron Bruck (2.085 BRT), die aber erst im Sommer 1913 in Dienst gestellt wurde. Da die Werft Stabilimento Tecnico Triestino in Triest, eine der größten in Österreich-Ungarn, auf der viele Schiffe des Lloyds gebaut wurden, ausgelastet war, wurden die Baron Gautsch und die Prinz Hohenlohe in Schottland gebaut. Nur die Baron Bruck entstand in der neu formierten San Rocco AG in Triest.

## Das Schiff
Das 2.069 BRT große Dampfschiff Baron Gautsch wurde auf der Werft Gourlay Brothers & Company in der schottischen Stadt Dundee gebaut und lief dort am 3. Mai 1908 vom Stapel. Das Passagierschiff war 84,5 Meter lang, 11,64 Meter breit und hatte einen maximalen Tiefgang von 7,5 Metern. Die Jungfernfahrt begann am 16. Juni 1908. Das Schiff war mit drei mit Schweröl beheizten Dampfkesseln ausgestattet, die über je eine Dampfmaschine die drei Propeller aus Bronze antrieben. Die Maschinen leisteten 4.600 PS und ermöglichten eine Geschwindigkeit von 17 Knoten (31,5 km/h). Von der neuen Konzeption mit drei Dreifachexpansions-Dampfmaschinen erhoffte sich die Reederei eine erhebliche Leistungssteigerung, die aber ausblieb. Mit 17 Knoten war die Baron Gautsch nur einen Knoten schneller als sein Vorgänger Graf Wurmbrand von 1895. Dieser Mangel wurde bei der Werft Gourlay Brothers & Company reklamiert, was umfangreiche Umbauten in Triest zur Folge hatte, deren Kosten Gourlay tragen musste. Dies war einer der Gründe, warum Gourlay in Bankrott ging und im Oktober 1910 liquidiert werden musste.
Im Inneren bot die Baron Gautsch 100 Passagieren in der Ersten, 50 in der Zweiten und 150 in der Dritten Klasse Platz. Besonders die Erste Klasse verfügte über ausgedehnte Räumlichkeiten wie unter anderem einen mit Eichenholz getäfelten Speisesaal mit 100 Plätzen sowie einen in weiß und Goldfarben gehaltenen Musiksalon mit Glaskuppel und Mahagoni-Täfelung. Der Rauchsalon war mit poliertem Nussholz getäfelt. Der Zweiten Klasse stand ein Speisesaal mit Tannenholz-Täfelung sowie ein Gesellschaftsraum zur Verfügung. Die Kabinen der Ersten und Zweiten Klasse waren sowohl ein-, zwei-, drei- als auch vierbettig ausgeführt und besaßen Stockbetten, die Luxuskabinen hingegen kamen ohne diese aus. Nach Klassen getrennt gab es zwei Einstiege für die Dritte Klasse im Bug und die Erste und Zweite Klasse im Heck des Schiffes. Das Gepäck wurde mit elektrisch betriebenen Aufzügen in den Gepäckraum transportiert.
Das Schiff wurde nach dem ehemaligen österreichischen Ministerpräsidenten und Innenminister Paul Gautsch von Frankenthurn benannt. Die Jungfernfahrt absolvierte der Dampfer am 7. Juni 1908 mit 375 Fahrgästen auf der Route nach Venedig, er war das bis dahin schnellste auf dieser Verbindung eingesetzte Schiff.
Die Baron Gautsch und ihre Schwesterschiffe wurden für die so genannte dalmatinische Eillinie gebaut, eine Route südlich der österreichischen Riviera an der Küste von Istrien und Dalmatien (heute Slowenien und Kroatien). Heimathafen und Ausgangspunkt jeder Überfahrt war Triest. Das Schiff transportierte auf seinen Reisen Pendler, Geschäftsreisende sowie Urlauber und Sommergäste, die die beliebten Seebäder der Adria besuchen wollten.

## Im Ersten Weltkrieg
Mit dem Ausbruch des Ersten Weltkriegs am 28. Juli 1914 wurden die Handelsschiffe Österreich-Ungarns zum Kriegsdienst eingezogen und der k. u. k. Kriegsmarine unterstellt. Sie erhielten einen Tarnanstrich und dienten nun als Hilfskreuzer, Truppentransporter oder Versorgungsschiffe. Viele Offiziere waren Reservisten und traten in den Dienst der Kriegsmarine ein.
Auch die Baron Gautsch war davon betroffen. Bereits am 27. Juli 1914 wurde das Schiff von der k. u. k. Kriegsmarine übernommen. Es folgten vier Fahrten, auf denen die Baron Gautsch Versorgungstruppen nach Kotor brachte. Während dieser vier Fahrten wurden 1810 Seemeilen zurückgelegt und 2855 Personen befördert. Auf den jeweiligen Rückreisen wurden Zivilisten in die Häfen der nördlichen Adria evakuiert.
Am 11. August 1914 war der Einsatz beendet und die Baron Gautsch wurde wieder dem Österreichischen Lloyd übergeben. Der Zweite Offizier des Schiffs, Tenze, erhielt vor der letzten Abfahrt im k. u. k. Seebezirkskommando in Triest Anweisungen zur Kurshaltung der Baron Gautsch, da die Kriegsmarine Minenfelder in der Adria gelegt hatte. Tenze leitete die Informationen an seinen Kapitän weiter, woraufhin der Kurs für die kommende Überfahrt festgelegt wurde. Die Informationen mussten mündlich übermittelt werden, da aus Geheimhaltungsgründen keine schriftlichen Aufzeichnungen erlaubt waren. Auf dem Rückweg von Kotor nach Triest gingen per Funk weitere Anweisungen bezüglich der Navigation ein. Auf der Fahrt waren Flüchtlinge aus den Gebieten Bosnien und Herzegowina und viele Urlaubsheimkehrer an Bord des Dampfers.

## Untergang
Am Donnerstag, den 13. August 1914 begann die Baron Gautsch ihre erste reguläre Überfahrt im Passagierverkehr seit Kriegsausbruch. Gegen 11.00 Uhr legte das Schiff in Veli Lošinj (Kvarner-Bucht) nach Triest ab. An Bord befanden sich neben 66 Besatzungsmitgliedern 240 Passagiere. Unter den Reisenden befand sich wieder eine große Anzahl von Flüchtlingen, Sommerurlauber sowie Angehörige von österreichisch-ungarischen Militärangehörigen auf dem Rückweg nach Österreich, darunter zahlreiche Frauen und Kinder.

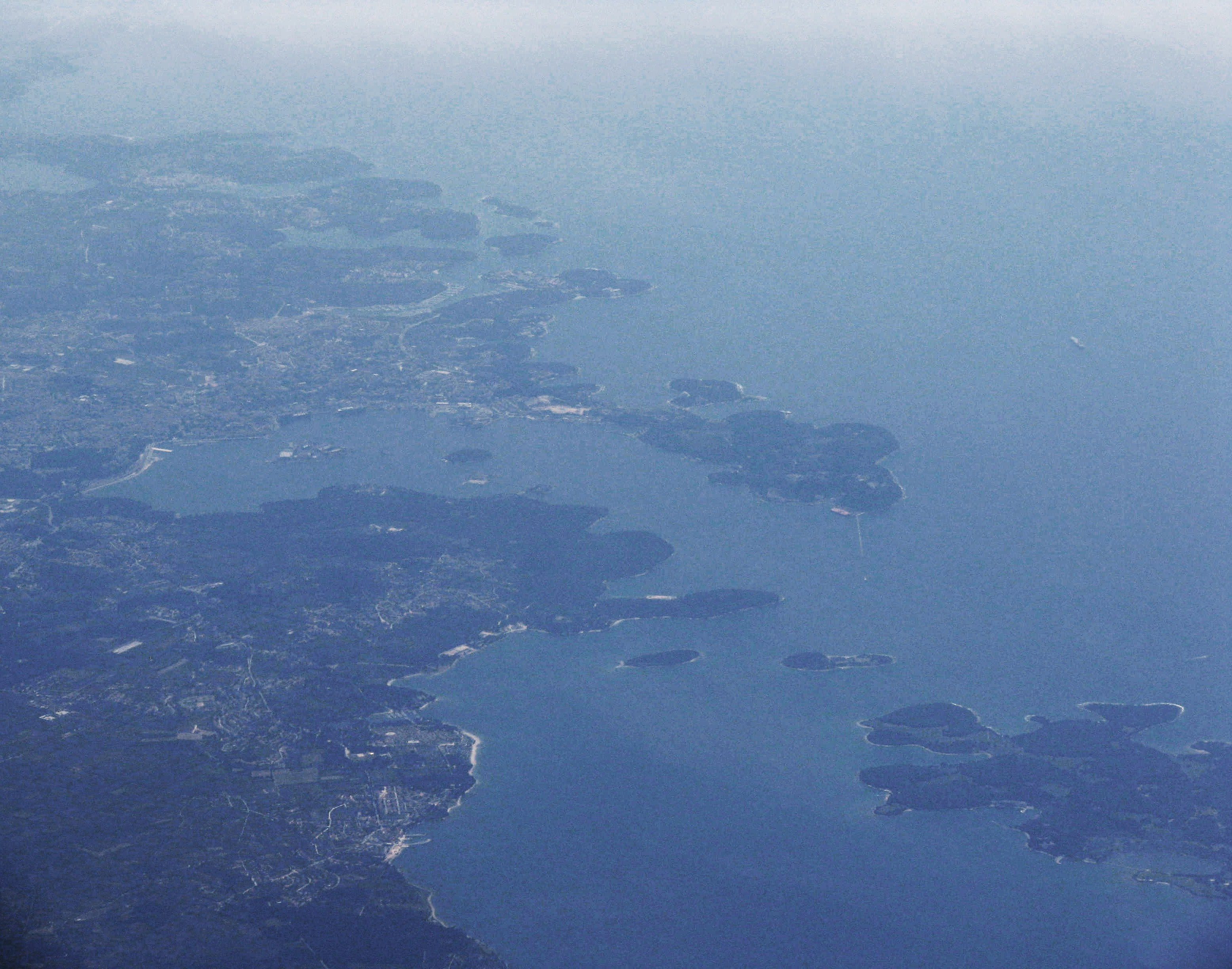
Die Hafenstadt Pula an der Küste Istriens – weit nördlich dieser Stadt, vor der Küste von Rovinj sank die Baron Gautsch

Das Schiff sollte gegen 18.00 Uhr in Triest einlaufen. Das Kommando auf dieser Fahrt hatte Kapitän Paul Winter. Der Erste Offizier Josef Luppis war für die Wache bis 14.00 Uhr eingeteilt, verließ die Kommandobrücke jedoch ohne Genehmigung oder Wissen des Kapitäns eine Viertelstunde früher, um sich zum Mittagessen in den Speisesaal der Ersten Klasse zu begeben. Der Zweite Offizier Tenze sollte um 14.00 Uhr die Wache übernehmen. Kapitän Winter schlief in seiner Kabine.
Die Baron Gautsch dampfte auf direktem Nordkurs, was sie der Küste Istriens wesentlich näher brachte, als die Anweisungen der Kriegsmarine es vorsahen. Entweder wurde darauf keine Rücksicht genommen oder es wurde nicht registriert. Beim kommandierenden Offizier gingen durch die Reisenden zudem mehrere Hinweise ein, dass in der Gegend Minenfelder durch die österreichisch-ungarische Kriegsmarine gelegt werden sollten, um den Hafen von Pola zu schützen. Dies hatte ebenfalls keine Kurskorrektur zur Folge. Der Minenleger Basilisk sah das Passagierschiff vor den Brionischen Inseln direkt in die Gefahrenzone dampfen und gab Warnsignale, die jedoch nicht bemerkt oder nicht verstanden wurden. Im letzten Moment wurde an Bord der Baron Gautsch die Gefahr erkannt und das Ruder des Schiffs wurde hart herumgelegt, doch es war bereits inmitten des Minenfelds.
Eine gewaltige Explosion an Backbord riss die Bordwand auf und ließ den Dampfer erzittern, als er auf die Mine lief. Kurz danach erfolgte eine weitere, die möglicherweise von einer Kesselexplosion ausgelöst wurde. Die Erschütterungen ließen zahlreiche Menschen zu Boden stürzen. Die Baron Gautsch krängte schwer nach Backbord und begann schnell voll zu laufen. Unter den Menschen an Bord brach Panik und Chaos aus. Es begann ein Ansturm auf die Rettungsboote, die schnell mit Passagieren überfüllt waren, bevor sie über die Deckkante geschwenkt werden konnten. Dadurch waren sie zu schwer, um sie auszuschwingen und zu Wasser zu lassen. Bei anderen waren die Halterungen so fest gezurrt oder verwickelt, dass sie nicht zum Fieren klargemacht werden konnten. Zahlreiche Menschen sprangen in ihrer Panik über Bord und ertranken.
Aus den geborstenen Öltanks lief literweise Schweröl aus, das Nasen, Augen und Ohren der im Wasser schwimmenden Menschen verklebte und sie am Atmen hinderte. Das Öl geriet stellenweise in Brand und entfachte größere Feuer, in denen viele Reisende umkamen. Viele überlebende Passagiere sagten hinterher aus, dass die Besatzung sich nicht um sie gekümmert und nur an die eigene Rettung gedacht hätte. In vielen Rettungsbooten sollen wesentlich mehr Mannschaftsangehörige als Passagiere gesessen haben. Die Baron Gautsch kenterte etwa sieben Minuten nach dem Minentreffer und ging unter.
Die österreichisch-ungarischen Zerstörer Csepel, Triglav und Balaton waren in der Nähe und kamen den Schiffbrüchigen zu Hilfe. Zusammen retteten sie 159 Menschen aus dem Wasser. 147 Passagiere und Besatzungsmitglieder, zum großen Teil Frauen und Kinder, kamen jedoch ums Leben. 68 von ihnen konnten danach geborgen werden. Sie wurden auf dem Marinefriedhof von Pola neben zahlreichen gefallenen Mitgliedern der k. u. k. Kriegsmarine beigesetzt.

## Nachspiel
Kapitän Winter und der Erste Offizier Luppis überlebten und wurden in Pola unter Hausarrest gestellt. Beiden wurde in einem Prozess vor einem Seegericht die Verantwortung für das Unglück gegeben. In den 1920er Jahren waren beide als Schiffsführer für den Lloyd Adriatico tätig, bei dem sie unter anderem Transatlantikliner kommandierten. Einzelheiten über das Gerichtsverfahren und den Urteilsspruch sind nicht bekannt, da die Geschehnisse unter Kriegszensur standen und aufgrund der Aufrechterhaltung der Moral keine Details an die Öffentlichkeit dringen sollten.
Bei der Reederei gingen zahlreiche Beileidsbekundungen von Behörden und Regierungsstellen ein, die hauptsächlich an Präsident Derschatta gerichtet waren. Überlebende und Hinterbliebene des Untergangs verklagten den Lloyd auf Schadenersatz, der zunächst abgelehnt, dann aber später durch das Handelsministerium in begrenzter Form von 200.000 Kronen ermöglicht wurde. Die Hinterbliebenen, die damit nicht einverstanden waren, klagten weiter. Fast alle Gerichtsunterlagen über den Untergang der Baron Gautsch und der folgenden Prozesse gingen später verloren. Zahlreiche Akten verbrannten beim Wiener Justizpalastbrand 1927, da sie in dem Gebäude gelagert worden waren. Weitere Dokumente fielen den Novemberpogromen 1938 zum Opfer, da der Rechtsanwalt der Hinterbliebenen Jude war und seine Kanzlei geplündert wurde.
Im August 1994 fand zum achtzigsten Jahrestag des Untergangs in Rovinj eine Gedenkveranstaltung mit Vertretern von Kirche, Militär und Politik statt. In diesem Rahmen wurde ein von der Radiotelevisione Italiana produzierter Dokumentarfilm vor einem großen Publikum vorgeführt. Zudem wurden in Gedenken der Todesopfer Blumenkränze ins Wasser gelassen und eine Gedenktafel am Wrack platziert. Die Bestrebung der kroatischen Regierung, das Wrack der Baron Gautsch zum Kriegsdenkmal zu ernennen, wurde vom österreichischen Marineverband unterstützt. Im Oktober 1995 wurde das Wrack zum nationalen Kulturdenkmal ernannt.

## Das Wrack
Das in Split ansässige Bergungsunternehmen Brodospas wurde von einem Triester Geschäftsmann mit dem Auffinden der Baron Gautsch beauftragt und fand die Überreste am 15. August 1958. Zuvor war die Position nur Ortsansässigen bekannt gewesen. Einer der Taucher übermittelte die Position der Hafenkommandantur von Triest, die sich der Bedeutung des Wracks bewusst war und sich nach geltendem Seerecht einen Anteil an den Wertgegenständen im Schiff sichern wollte.
Das Wrack der Baron Gautsch liegt auf den Koordinaten 44° 56′ 25″ N, 13° 34′ 40″ O in 28 bis 40 Metern Tiefe. Es liegt auf ebenem Kiel auf sandigem und steinigem Grund und ist von Algen und Schwämmen überwuchert. Es befindet sich in keinem guten Zustand, da es an vielen Stellen eingebrochen ist und Schornsteine und Masten umgeknickt sind. Trotzdem gilt es heute als eines der beliebtesten Tauchziele für Wracktaucher in der nördlichen Adria. In den 1920er Jahren diente das Wrack der jugoslawischen Marine als Übungsziel für Angriffsmanöver, wodurch es stark beschädigt wurde. Seitdem wurden zudem durch Taucher zahlreiche Gegenstände aus dem Wrack geborgen. Auch die drei Propeller wurden entfernt.
Die Gemeinde von Rovinj, in deren Gewässern die Baron Gautsch liegt, erkannte die potenzielle Auswirkung auf den örtlichen Tourismus. Der italienische Rundfunkveranstalter Radiotelevisione Italiana produzierte 1993 einen Film über den Untergang des Schiffs und das Wrack, der mediales Aufsehen erregte und Berichterstattungen in österreichischer und italienischer Presse zur Folge hatte.
Zum 100. Jahrestag des Beginns des Ersten Weltkriegs und des Untergangs wurden 2014 mehrere Veranstaltungen geplant, zum Beispiel ein Gedenktauchen und andere Projekte.
Am Wochenende 6./7. Juli 2019 starb eine 36-jährige Grazerin nach dem Aufstieg von einem Tauchgang zum Wrack im Krankenhaus von Pula.